# Chiesa di Santa Liberata (Pistoia)
La chiesa di Santa Liberata si trova a Pistoia.

## Storia e descrizione
L'edificio è di origine romanica, come appare ancora dalla facciata, ma subì all'interno sostanziali trasformazioni nel 1656. Detta anche Santa Maria in Borgo Bambini (forse da un'apparizione della Madonna col "benedetto Bambino") e Santa Maria del Soccorso (da un'effigie mariana portata dalla scomparsa chiesa di San Girolamo dei Gesuati), si trovava sul lato settentrionale dell'ospedale del Ceppo.
Dopo essere stata soppressa come parrocchia nel 1784, dal vescovo Scipione de' Ricci, fu sede della confraternita di Sant'Omobono, patrono dei sarti.
L'esterno è riconoscibile solo per il portale col timpano semicircolare spezzato, mentre all'interno custodisce ancora il venerato affresco della Vergine del Soccorso.